# Everolimus
Everolimus (precedentemente noto come RAD001) è il derivato 40-O-(2-idrossietile) di sirolimus e funziona in modo simile, ovvero come inibitore selettivo del mTOR (mammalian target of rapamycin - bersaglio della rapamicina nei mammiferi).
Attualmente è utilizzato come immunosoppressore per prevenire il rigetto dei trapianti di organi e nel trattamento del carcinoma a cellule renali e di altri tumori. In letteratura medica esistono molti lavori scientifici su un possibile utilizzo di everolimus come terapia mirata da utilizzarsi nel trattamento di diverse specie di neoplasie.
In Italia il farmaco è venduto dalla società farmaceutica Novartis con il nome commerciale di Certican e con lo stesso nome viene commercializzato in diversi paesi europei con indicazioni all'uso nella medicina dei trapianti.
La stessa società lo commercializza con il nome di Afinitor (compresse da 10 mg per il trattamento di alcuni particolari tumori) e Votubia (compresse da 2mg per tumori associati alla sclerosi tuberosa) in oncologia. Negli Stati Uniti il farmaco è commercializzato con il nome di Zortress.

## Farmacodinamica
Everolimus è un inibitore selettivo di una particolare proteina umana definita "bersaglio della rapamicina specifico per i mammiferi" (mTOR - in inglese mammalian target of rapamycin). Una volta penetrato all'interno dell'organismo, everolimus si lega a una proteina intracellulare (nota come FKBP-12) e produce un "complesso" che blocca l'attività di mTOR complex-1 (mTORC1). Si ricorda che mTOR è una serin-treonin chinasi che fosforila serina e treonina, regolatrici della crescita, proliferazione e sopravvivenza delle cellule. Da tempo è noto che l'attività di mTOR è sovraregolata in numerosi tumori nell'essere umano. Rispetto al composto progenitore rapamicina, everolimus è più selettivo per il complesso di proteine mTORC1, mentre ha solo un impatto minimo sul complesso mTORC2. 
Ciò porta a un'iperattivazione della chinasi AKT dovuta all'inibizione del circuito di feedback negativo mTORC1, mentre non vi è inibizione del feedback positivo di mTORC2 su AKT. Questa iperattivazione di AKT può portare a una sopravvivenza più lunga in alcuni tipi di cellule. Pertanto, everolimus ha importanti effetti sulla crescita cellulare, sulla proliferazione cellulare e sulla sopravvivenza cellulare.
Inoltre, si ritiene che mTORC2 giochi un ruolo importante nel metabolismo del glucosio e nel sistema immunitario, suggerendo che l'inibizione selettiva di mTORC1 da parte di farmaci come everolimus potrebbe portare a molti dei benefici dovuti all'uso di rapamicina senza l'associata intolleranza al glucosio e la marcata immunosoppressione.
TSC1 e TSC2, i geni che sono coinvolti nella sclerosi tuberosa, agiscono come geni oncosoppressori regolando l'attività di mTORC1. Pertanto, sia la perdita che l'inattivazione di uno di questi geni portano all'attivazione di mTORC1.
Dopo che everolimus si è legato al recettore proteico intracellulare FKBP-12, ne viene inibita l'interazione con mTORC1 ed il conseguente segnale più a valle: ciò comporta una marcata riduzione degli mRNA che codificano per le proteine implicate nel ciclo cellulare e nel processo di glicolisi cosicché la crescita del tumore viene ad essere inibita.

## Farmacocinetica
Dopo somministrazione per via orale il farmaco viene rapidamente assorbito e si distribuisce nell'organismo. Il picco di concentrazione plasmatica (Cmax) di everolimus viene raggiunto mediamente dopo circa 1 ora dalla somministrazione. Studi eseguiti su soggetti sani hanno dimostrato che la contemporanea assunzione di cibo ad alto contenuto di grassi comporta una riduzione della velocità e dell'assorbimento globale della molecola. Il legame con le proteine plasmatiche è intorno al 74% circa. Everolimus è un substrato del citocromo CYP3A4 e della P-glicoproteina 1 (PgP). Everolimus circola principalmente in forma immodificata nel sangue umano, anche se sono noti almeno 6 principali metaboliti, che hanno mostrato di possedere un’attività circa 100 volte inferiore rispetto a everolimus. L’emivita media di eliminazione del composto è pari a circa 30 ore. Una quota pari all’80% del farmaco somministrato viene ritrovata nelle feci, mentre solo un 5% è eliminato per via urinaria.

## Usi clinici
L'uso di everolimus è stato approvato per il trattamento di diverse condizioni:
- Carcinoma mammario avanzato in donne in postmenopausa, con stato recettoriale ormonale positivo, tipo di cancro HER2/neu negativo, e in associazione con exemestane.
- Tumori neuroendocrini di origine pancreatica, nell'adulto e in progressione di malattia, non operabili o già in fase metastatica, che siano bene o almeno moderatamente differenziati.
- Carcinoma renale avanzato, in pazienti che hanno mostrato progressione di malattia, nonostante il trattamento con terapia antiangiogenica ovvero terapia mirata anti-VEGF.
- Profilassi del rigetto d’organo, in pazienti adulti sottoposti a trapianto renale o cardiaco allogenico, in associazione con ciclosporina e corticosteroidi.
- Profilassi del rigetto d’organo, in soggetti sottoposti a trapianto di fegato, in associazione con tacrolimus e corticosteroidi.

## Effetti collaterali e indesiderati
In uno studio effettuato al dosaggio di 10mg al giorno in pazienti con tumori neuroendocrini di origine gastrointestinale o polmonare è stato evidenziato come everolimus sia stato sospeso per il verificarsi di reazioni avverse nel 29% dei pazienti, mentre nel 70% dei pazienti che hanno continuato il trattamento con l'immunosoppressore sia stata necessaria una riduzione del dosaggio o un suo aggiustamento. Reazioni avverse gravi si sono verificate nel 42% dei pazienti trattati con everolimus e fra queste si sono registrati 3 eventi fatali (insufficienza cardiaca, insufficienza respiratoria e shock settico).
Durante il trattamento con everolimus gli eventi indesiderati più comuni (con un'incidenza superiore a 1/10) sono stati: infezioni (virali, batteriche e micotiche, in genere interessanti il tratto respiratorio e urinario), anemia, leucopenia, trombocitopenia (con frequenza minore è stata registrata pancitopenia), 
iperlipidemia (sia ipercolesterolemia sia ipertrigliceridemia), diabete mellito di nuova insorgenza, insonnia, ansia, cefalea, ipertensione arteriosa, tromboembolia venosa, tosse, difficoltà respiratoria, dolore addominale, diarrea, nausea, vomito, edema periferico, iperpiressia, versamento pleurico e pericardico.
In generale negli studi clinici la maggiore o minore insorgenza di eventi avversi è stata in relazione con l'intensità e la durata della terapia immunosoppressiva.

## Controindicazioni
Everolimus è controindicato nei soggetti con ipersensibilità nota al principio attivo, alla rapamicina o altri o suoi derivati, oppure ad uno qualsiasi degli eccipienti che sono utilizzati nella forma farmaceutica.

## Trial clinici
Nello studio BOLERO-2, eseguito in pazienti affette da cancro avanzato della mammella HR-positivo (già in precedenza trattate con inibitori dell’aromatasi non steroidei) è stato dimostrato che l’associazione di everolimus ed exemestano la sopravvivenza libera da progressione migliora in maniera significativa (6,9 mesi per everolimus più exemestano rispetto a 2,8 mesi per placebo più exemestano).
Nel 2014 con lo studio EVOLVE-1 (EVerOlimus for LiVer cancer Evaluation-1; uno studio di fase III), venne reso noto che everolimus non aumentava la sopravvivenza globale in pazienti con carcinoma epatocellulare avanzato in cui la malattia risultava in progressione dopo una terapia con sorafenib o che si dimostravano intolleranti ad essa.
Uno studio pubblicato nel 2012 ha messo in evidenza che la sensibilità ad everolimus è variabile da paziente a pazienti a seconda delle caratteristiche geniche del tumore. In uno studio pubblicato nel 2013, un gruppo di pazienti affetti da carcinoma metastatico della vescica avanzato, vennero trattati con everolimus: tra questi pazienti un singolo soggetto ebbe una risposta completa al trattamento con l'immunosoppressore, con il 94% di riduzione delle lesioni, e rimase in trattamento con everolimus per più di 26 mesi.  I ricercatori hanno sequenziato il genoma di questo paziente e lo hanno confrontato con diversi genomi di riferimento e con i genomi di altri pazienti. Hanno scoperto che le mutazioni nel gene TSC1 comportano una durata prolungata della risposta a everolimus e ad un aumento del tempo necessario a sviluppare una recidiva di cancro. Apparentemente il gene TSC1 mutato rende questi tumori maggiormente vulnerabili al trattamento con everolimus.

## Ruolo nel trapianto di cuore
Everolimus ha un ruolo in prevenzione nel trapianto cardiaco, poiché è stato dimostrato che riduce la vasculopatia coronarica (CAV - Chronic Allograft Vasculopathy) post trapianto. Il farmaco agisce sia prevenendo il rigetto acuto, sia contrastando il rimodellamento vascolare, svolgendo un’azione protettiva verso la vasculopatia del cuore trapiantato.

## Ruolo nel trapianto di fegato
Sebbene sirolimus abbia generato molte perplessità sull'uso degli inibitori della m-TOR in pazienti sottoposti a trapianto di fegato (a causa della possibile e precoce trombosi dell'arteria epatica e del rigetto di trapianto, l'uso di everolimus nel trapianto di fegato si è dimostrato promettente.
In uno studio del 2013 con coinvolgimento di 43 pazienti, è stata sottolineata la sicurezza sull'uso di everolimus, in una fase iniziale dopo l'avvenuto trapianto di fegato da donatore vivente. In questo studio non era stata osservata trombosi dell'arteria epatica o infezione della ferita. Inoltre veniva citato un possibile ruolo di everolimus nel ridurre la recidiva del carcinoma epatocellulare dopo trapianto di fegato. Un livello target minimo di 3 ng/mL a 3 mesi si è dimostrato efficace in pazienti con disfunzione renale pre-trapianto. Sempre in questo studio, 6 su 9 pazienti con insufficienza renale andavano incontro ad un significativo recupero della funzionalità renale, mentre 3 pazienti mostravano invece un ulteriore deterioramento della funzione, uno tra questi richiedeva l'emodialisi.
In una recente comunicazione scientifica è stato evidenziato l'impatto positivo di everolimus sul carcinoma epatocellulare (HCC), quando il composto era utilizzato come immunosoppressore primario a partire dalla prima settimana dopo l'intervento chirurgico per trapianto di fegato da donatore vivente (LDLT).
In un altro studio eseguito da ricercatori del China Medical University Hospital di Taiwan, uno studio di coorte comprendente 66 individui (n=66) è stato diviso in due gruppi a seconda del tipo di immunosoppressione postoperatoria. Gruppo A: pazienti con carcinoma epatocellulare (HCC) trattati con regime immunosoppressivo basato su everolimus + tacrolimus (n=37). Gruppo B: pazienti HCC che ricevevano un regime immunosoppressivo standard basato su tacrolimus, ma senza everolimus (n=29). Il livello target di everolimus era compreso tra 3 e 5 ng/ml mentre per tacrolimus era di 8-10 ng/ml.
La sopravvivenza globale raggiunta a 1 anno, a 3 anni e a 4 anni per i pazienti del gruppo A (gruppo trattato anche con everolimus) era rispettivamente 94,95%, 86,48% e 86,48%. Per i pazienti del gruppo B la sopravvivenza era invece 82,75%, 68,96% e 62,06%, rispettivamente (p=0,0217).
Il primo rapporto a 12 mesi dello studio prospettico multicentrico in corso "everolimus nel trapianto di fegato da donatore vivente" (LDLT - studio H2307), ha evidenziato una ricorrenza dello 0% di carcinoma epatocellulare (HCC) nel gruppo everolimus.
Gli autori sottolineavano come un'introduzione precoce di everolimus + tacolimus a dosaggi ridotti non era inferiore al tacrolimus a dosi standard in termini di efficacia e funzionalità renale a 12 mesi; inoltre le ricorrenze di HCC si registravano solo nei pazienti del gruppo di controllo trattati con tacrolimus.

## Uso negli stent vascolari
Everolimus è utilizzato negli stent coronarici medicati come farmaco immunosoppressore per prevenire il rischio di restenosi. Abbott Vascular produce uno stent coronarico a rilascio di farmaco (in inglese drug-eluting stent o DES) chiamato Xience Alpine. Utilizza la piattaforma di stent in cromo cobalto detta 'Vision multi-link' cui si associa everolimus. Everolimus in questo utilizzo è finalizzato al controllo della crescita neointimale attraverso la soppressione dell’attività delle cellule muscolari lisce.